# 1989年のNBAドラフト
1989年のNBAドラフトは、1989年度のNBAドラフト。1989年6月27日、アメリカ合衆国ニューヨーク州ニューヨークで開催された。この年のドラフトは2000年のNBAドラフトと並び最も不作に終わったドラフトと考えられている。この年のドラフトではショーン・ケンプ、グレン・ライス、ショーン・エリオット、ニック・アンダーソン、デイナ・バロス、ティム・ハーダウェイ、B.J.アームストロング、ムーキー・ブレイロックが加入したが上位指名された10名のうち、全体1位指名のパービス・エリソン、2位指名のダニー・フェリーを含めて8名は期待はずれに終わった。ドラフトは前年までの3巡までの指名から2巡までの指名に変更された。1989-90年シーズンのルーキー・オブ・ザ・イヤーは1987年のNBAドラフトで指名されたが2年間軍役に就いたため入団が2年遅れたデビッド・ロビンソンが獲得している。

## ドラフト指名
| PG | ポイントガード | SG | シューティングガード | SF | スモールフォワード | PF | パワーフォワード | C | センター |

| * | バスケットボール殿堂入り      |
| ^ | 現役プレーヤー                |
| S | NBAオールスター               |
| A | オールNBAチーム               |
| R | NBAオールルーキーチーム       |
| D | NBAオールディフェンシブチーム |
| C | NBAチャンピオン               |
| F | ファイナルMVP                 |
| # | NBAでのプレー経験なし         |
| M | シーズンMVP                   |

### 1巡目
| 指名順 | 選手名                       | 経歴 | 国籍                       | 指名チーム                                                                            | 出身校など                                      |
| ------ | ---------------------------- | ---- | -------------------------- | ------------------------------------------------------------------------------------- | ----------------------------------------------- |
| 1      | パービス・エリソン (PF/C)    |      | アメリカ合衆国             | サクラメント・キングス                                                                | ルイビル大学                                    |
| 2      | ダニー・フェリー (PF)        |      | アメリカ合衆国             | ロサンゼルス・クリッパーズ                                                            | デューク大学                                    |
| 3      | ショーン・エリオット (SF/SG) |      | アメリカ合衆国             | サンアントニオ・スパーズ                                                              | アリゾナ大学                                    |
| 4      | グレン・ライス (SF)          |      | アメリカ合衆国             | マイアミ・ヒート                                                                      | ミシガン大学                                    |
| 5      | J・R・リード (PF/C)          |      | アメリカ合衆国             | シャーロット・ホーネッツ                                                              | ノースカロライナ大学                            |
| 6      | ステイシー・キング (C)       |      | アメリカ合衆国             | シカゴ・ブルズ （元はニュージャージー・ネッツの指名権）                               | オクラホマ大学                                  |
| 7      | ジョージ・マクラウド (SG/SF) |      | アメリカ合衆国             | インディアナ・ペイサーズ                                                              | フロリダ州立大学                                |
| 8      | ランディ・ホワイト (PF)      |      | アメリカ合衆国             | ダラス・マーベリックス                                                                | ルイジアナ工科大学                              |
| 9      | トム・ハモンズ (PF/C)        |      | アメリカ合衆国             | ワシントン・ブレッツ                                                                  | ジョージア工科大学                              |
| 10     | プー・リチャードソン (PG)    |      | アメリカ合衆国             | ミネソタ・ティンバーウルブズ                                                          | UCLA                                            |
| 11     | ニック・アンダーソン (SF/SG) |      | アメリカ合衆国             | オーランド・マジック                                                                  | イリノイ大学                                    |
| 12     | ムーキー・ブレイロック (PG)  |      | アメリカ合衆国             | ニュージャージー・ネッツ （元はポートランドの指名権）                                 | オクラホマ大学                                  |
| 13     | マイケル・スミス (PF)        |      | アメリカ合衆国             | ボストン・セルティックス                                                              | ブリガムヤング大学                              |
| 14     | ティム・ハーダウェイ (PG)    |      | アメリカ合衆国             | ゴールデンステート・ウォリアーズ                                                      | テキサス大学エルパソ校                          |
| 15     | トッド・リッチ (SG)          |      | アメリカ合衆国             | デンバー・ナゲッツ                                                                    | スタンフォード大学                              |
| 16     | デイナ・バロス (PG)          |      | アメリカ合衆国             | シアトル・スーパーソニックス （ヒューストンの指名をゴールデンステートが得ていたもの） | ボストンカレッジ                                |
| 17     | ショーン・ケンプ (PF/C)      |      | アメリカ合衆国             | シアトル・スーパーソニックス （元はフィラデルフィアの指名権）                         | トリニティバレーCC                              |
| 18     | B.J.アームストロング (PG)    |      | アメリカ合衆国             | シカゴ・ブルズ （ミルウォーキーの指名権をシアトルが得ていたもの）                     | アイオワ大学                                    |
| 19     | ケニー・ペイン (PF)          |      | アメリカ合衆国             | フィラデルフィア・セブンティシクサーズ （元はシアトルの指名権）                       | ルイビル大学                                    |
| 20     | ジェフ・サンダース (PF/C)    |      | アメリカ合衆国             | シカゴ・ブルズ                                                                        | ジョージア・サザン大学                          |
| 21     | ブルー・エドワーズ (SF/SG)   |      | アメリカ合衆国             | ユタ・ジャズ                                                                          | イースト・カロライナ大学                        |
| 22     | バイロン・アービン (SG)      |      | アメリカ合衆国             | ポートランド・トレイルブレイザーズ （元はニューヨークの指名権）                       | ミズーリ大学                                    |
| 23     | ロイ・マーブル (SG/SF)       |      | アメリカ合衆国             | アトランタ・ホークス                                                                  | アイオワ大学                                    |
| 24     | アンソニー・クック (PF/C)    |      | アメリカ合衆国             | フェニックス・サンズ→（デトロイトにトレード)                                          | アリゾナ大学                                    |
| 25     | ジョン・モートン (PG)        |      | アメリカ合衆国             | クリーブランド・キャバリアーズ                                                        | シートン・ホール大学                            |
| 26     | ブラデ・ディバッツ (C)       |      | ユーゴスラビア ( セルビア) | ロサンゼルス・レイカーズ                                                              | KKパルチザン （ユーゴスラビア, 現在のセルビア） |
| 27     | ケニー・バトル (PF)          |      | アメリカ合衆国             | デトロイト・ピストンズ →（フェニックスにトレード)                                     | イリノイ大学                                    |

### 2巡目
| 指名順 | 選手名                          | 経歴 | 国籍                        | 指名チーム                             | 出身校など                                        |
| ------ | ------------------------------- | ---- | --------------------------- | -------------------------------------- | ------------------------------------------------- |
| 28     | シャーマン・ダグラス (G)        |      | アメリカ合衆国              | マイアミ・ヒート                       | シラキュース大学                                  |
| 29     | ダイロン・ニックス (F)          |      | アメリカ合衆国              | シャーロット・ホーネッツ               | テネシー大学                                      |
| 30     | フランク・コーネット (F)        |      | アメリカ合衆国              | ミルウォーキー・バックス               | ヴァンダービルト大学                              |
| 31     | ジェフ・マーティン (G)          |      | アメリカ合衆国              | ロサンゼルス・クリッパーズ             | マレー州立大学                                    |
| 32     | スタンレー・ブランディ (F)      |      | アメリカ合衆国              | ニュージャージー・ネッツ               | デポール大学                                      |
| 33     | ジェイ・エドワーズ (G)          |      | アメリカ合衆国              | ロサンゼルス・クリッパーズ             | インディアナ大学                                  |
| 34     | ゲイリー・レナード (C)          |      | アメリカ合衆国              | ミネソタ・ティンバーウルブズ           | ミズーリ大学                                      |
| 35     | パット・ダーラム (F)            |      | アメリカ合衆国              | ダラス・マーベリックス                 | コロラド州立大学                                  |
| 36     | クリフォード・ロビンソン (PF/C) |      | アメリカ合衆国              | ポートランド・トレイルブレイザーズ     | コネチカット大学                                  |
| 37     | マイケル・アンズリー (F)        |      | アメリカ合衆国              | オーランド・マジック                   | アラバマ大学                                      |
| 38     | ダグ・ウェスト (G/F)            |      | アメリカ合衆国              | ミネソタ・ティンバーウルブズ           | ビラノバ大学                                      |
| 39     | エド・ホートン (PF/C)           |      | アメリカ合衆国              | ワシントン・ブレッツ                   | アイオワ大学                                      |
| 40     | ディノ・ラジャ (PF)             |      | ユーゴスラビア ( クロアチア | ボストン・セルティックス               | KKスプリット （ユーゴスラビア, 現在のクロアチア） |
| 41     | ダグ・ロス (C)                  |      | アメリカ合衆国              | ワシントン・ブレッツ                   | テネシー大学                                      |
| 42     | マイケル・カットライト (SG)     |      | アメリカ合衆国              | デンバー・ナゲッツ                     | マクニース州立大学                                |
| 43     | チャッキー・ブラウン (PF)       |      | アメリカ合衆国              | クリーブランド・キャバリアーズ         | ノースカロライナ州立大学                          |
| 44     | レジー・クロス (PF)             |      | アメリカ合衆国              | フィラデルフィア・セブンティシクサーズ | ハワイ大学マノア校                                |
| 45     | スコット・ハフナー (G)          |      | アメリカ合衆国              | マイアミ・ヒート                       | エバンズビル大学                                  |
| 46     | リッキー・ブラントン (F)        |      | アメリカ合衆国              | フェニックス・サンズ                   | ルイジアナ州立大学                                |
| 47     | レジー・ターナー (SF)           |      | アメリカ合衆国              | デンバー・ナゲッツ                     | アラバマ大学バーミングハム校                      |
| 48     | ジュニー・ルイス (PG)           |      | アメリカ合衆国              | ユタ・ジャズ                           | ユタ大学                                          |
| 49     | ヘイウッド・ワークマン (G)      |      | アメリカ合衆国              | アトランタ・ホークス                   | オーラル・ロバーツ大学                            |
| 50     | ブライアン・クィンネット (F)    |      | アメリカ合衆国              | ニューヨーク・ニックス                 | ワシントン州立大学                                |
| 51     | マイク・モリソン (G)            |      | アメリカ合衆国              | フェニックス・サンズ                   | ロヨラ大学                                        |
| 52     | グレッグ・グラント (G)          |      | アメリカ合衆国              | フェニックス・サンズ                   | トレントン州立大学                                |
| 53     | ジェフ・ホッジ (SG)             |      | アメリカ合衆国              | ダラス・マーベリックス                 | サウス・アラバマ大学                              |
| 54     | トネイ・マック (SG)             |      | アメリカ合衆国              | フィラデルフィア・セブンティシクサーズ | ジョージア大学                                    |